# アポロ賞
アポロ賞（アポロしょう、Prix Apollo）は、フランスで出版されたSF小説を対象とした文学賞。ジャック・サドゥールとジャック・ゴワマールによって創設され、1972年から1990年まで続いた。外国作品の場合、フランスにて翻訳出版された時に選考の対象となった。
アポロ賞消滅後の1992年、フランスSF大賞（Grand prix de la science-fiction française、1974年創設）がイマジネール大賞と改称し、外国作品も対象にするというアポロ賞のコンセプトを引き継いで新たに外国作品部門を設けた。

## 受賞作リスト
（カッコ内は、外国作品の場合の仏題）
- 1972年 ロジャー・ゼラズニイ "Isle of the Dead" (L'île des morts)
- 1973年 ジョン・ブラナー"Stand on Zanzibar" (Tous à Zanzibar)
- 1974年 ノーマン・スピンラッド『鉄の夢』"The Iron Dream" (Rêve de fer)
- 1975年 イアン・ワトスン『エンベディング』"The Embedding" (L'Enchâssement)
- 1976年 ロバート・シルヴァーバーグ『夜の翼』"Nightwings" (Les Ailes de la nuit)
- 1977年 フィリップ・キュルヴァル 『愛しき人類』"Cette chère humanité"
- 1978年 フランク・ハーバート "Hellstrom's Hive" (La Ruche d'Hellstrom)
- 1979年 フレデリック・ポール『ゲイトウェイ』"Gateway" (La Grande Porte)
- 1980年 ジョン・ヴァーリイ『残像』"The Persistence of Vision" (Persistance de la vision)
- 1981年 ケイト・ウィルヘルム『杜松の時』"Juniper Time" (Le Temps des genévrier)
- 1982年 スコット・ベイカー "Symbiote's Crown" (L'Idiot-roi)
- 1983年 ミシェル・ジュリ "L'Orbe et la roue"
- 1984年 セルジュ・ブリュソロ "Les Semeurs d'abîmes"
- 1985年 ジーン・ウルフ『独裁者の城塞（新しい太陽の書 4）』"The Citadel of the Autarch" (La Citadelle de l'autarque)
- 1986年 グレッグ・ベア『ブラッド・ミュージック』"Blood Music" (La Musique du sang)
- 1987年 ティム・パワーズ『アヌビスの門』"The Anubis Gates" (Les Voies d'Anubis)
- 1988年 ジョルジュ＝ジャン・アルノー "La Compagnie des glaces"
- 1989年 ジョナサン・キャロル『死者の書』"The Land of Laughs" (Le Pays du fou rire)
- 1990年 ジョエル・ウーサン "Argentine"